# Huset Buddenbrook
Huset Buddenbrook eller Buddenbrooks (tyska: Buddenbrooks: Verfall einer Familie) är den tyska författaren Thomas Manns genombrottsroman. Den skrevs 1897–1900 och gavs ut första gången 1901. 

## Handling och teman

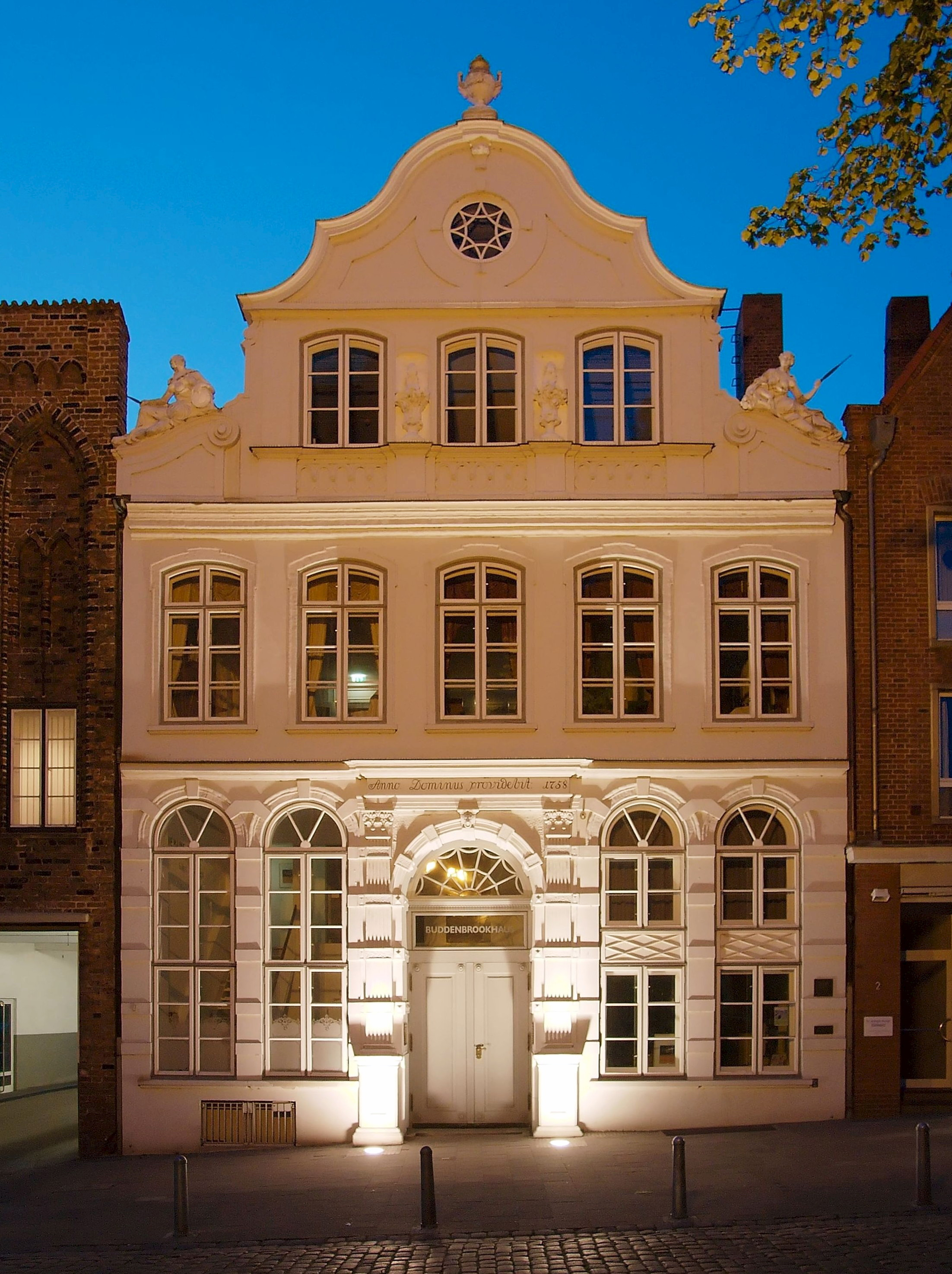
Buddenbrookhaus i Lübeck, Mengstraße.

Historien beskriver en köpmannafamilj i Lübeck, delvis som ett självbiografiskt verk eftersom Mann själv härstammade från en gammal köpmannasläkt i staden. Romanen speglar till stor del den svåra slitning Mann kände mellan faderns borgerlighet och moderns konstnärstemperament, vilket i boken syns som en kontrast mellan vardagsmänniskor (beskrivna som livskraftiga) och konstnärsnaturer (av Mann presenterade som ömtåliga).
Boken skildrar inte minst husets (se även Buddenbrookhaus) nedgång som en följd av den nya tidens sociala förhållanden och förändrade samhällsmoral. Sammanlagt beskrivs en utvecklingen under fyra generationer, där familjen utvecklas från köpmän till konstnärer.
Boken inkluderar en konstnärsproblematik som även finns på många andra ställen hos Mann. Den fungerar i sin helhet som en sorts "andlig självbiografi".

## Produktion, mottagande och spridning
Mann skickade manuskriptet till sin förläggare Samuel Fischer i augusti 1900 och boken gavs ut 1901. Försäljningen kom i gång med en viss tvekan, vilket kan ha berott på det höga pris boken betingade. När billigare upplagor gavs ut ökade försäljningen markant, och i december 1930 hade en miljon exemplar sålts. Thomas Mann fick Nobelpriset i litteratur 1929 särskilt för detta verk.
Efter 1936 – året då Thomas Mann fråntogs sitt tyska medborgarskap – svartlistades Thomas Manns verk av de tyska myndigheterna, som del av naziregimens censur av litteratur. Efter andra världskriget återupptogs dock utgivningen av romanen, denna gång i billiga pocketupplagor. Dessa kom ut i flera miljoner exemplar.
Fram till 1994 översattes Buddenbrooks till 37 språk. En tv-produktion om familjen Manns liv som sändes i tysk tv 2001 (i svensk tv något år senare), liksom 50-årsminnet av Thomas Manns dödsdag 2005, fick intresset att blomma upp igen.
I den senaste svenska översättningen från 2005 heter romanen Buddenbrooks – en familjs förfall, en titel som stämmer helt överens med originaltiteln Buddenbrooks: Verfall einer Familie. Året för nyöversättningen sammanföll även med Manns femtionde dödsdag. Hela den första upplagan på 5 000 exemplar såldes snabbt ut.

## Översättning och bearbetningar

### Svenska översättningar
- 1904 - Walborg Hedberg: Huset Buddenbrook – historien om en familjs förfall / af Thomas Mann, Stockholm: Bonnier
- 1952 - reviderad av Irma Nordvang: Huset Buddenbrook – en familjs förfall, Stockholm: Forum
- 1957 - Curt Munthe: Huset Buddenbrook - en familjs förfall, Stockholm: Saxon & Lindströms förlag
- 1975 - reviderad av Nils Holmberg: Huset Buddenbrook – en familjs förfall, Stockholm: Forum), ISBN 91-37-10289-3 (1992)
- 2005 - Ulrika Wallenström: Buddenbrooks – en familjs förfall, Stockholm: Bonnier, ISBN 91-0-010170-2

### Filmatiseringar i urval
Romanen filmatiserades i en stumfilmsversion i regi av Gerhard Lamprecht 1923.
Alfred Weidenmann regisserade Buddenbrooks – en familjs ära och förfall 1959, med Liselotte Pulver, Nadja Tiller, Hansjörg Felmy, Hanns Lothar, Lil Dagover och Werner Hinz. Filmen hade svensk premiär året därpå.
År 1979 regisserade Franz Peter Wirth en 10 timmar lång miniserie, fördelade på 11 avsnitt. 2008 fick ytterligare en filmversion, med Armin Mueller-Stahl i huvudrollen, premiär.